# Harry's klingendes Museum
Harry’s klingendes Museum is een museum voor mechanische muziekinstrumenten in Schwarmstedt in Nedersaksen, Duitsland.
Het museum bestaat uit drie toonzalen. Hier worden rond de negentig stukken getoond uit de 19e en 20e eeuw, waaronder draaiorgels, orchestrions, speeldozen met walsen en platen, poppenautomaten en reproductie-piano's.
Het museum wordt beheerd door Harry Natuschka die zijn collectie sinds circa 1980 heeft verzameld en gerestaureerd. Bezoek van het museum is alleen op afspraak vooraf mogelijk. Het museum werd in 2005 onderscheiden met de Kunst- und Kulturpreis van de SPD Schwarmstedt.